# Барбашины
Барбашины (Борбашины, Борбошины) — угасший русский княжеский род, Рюриковичи, ветвь князей Глазатые-Шуйские (Суздальских и Нижегородских).
Род внесён в Бархатную книгу. Представители её уделов не имели и служили великим князьям Московским.
Однородцами являются княжеские рода: Ногтевы, Кирдяпины, Шуйские, Скопины, Глазатые, Горбатые и Лугвицыны.

## История рода
Родоначальник Иван Александрович Барбаш, князь Глазатый-Шуйский, правнук великого князя Нижегородского суздальского князя Семёна Дмитриевича, сын Александра Васильевича Глазатого, князя Шуйского.
Князь Иван Александрович Барбаш служил Ивану III в новгородском походе (1495), и предводительствовал судовой ратью в походе на Казань (1499). Его старший сын, князь Михаил Иванович Барбашин, в походе (1495) состоял при постели государевой. Второй сын, Владимир, упоминается в этом же походе и в чине свадьбы князя В. Д. Холмского (1500). Ещё двое сыновей, Федор и Борис, известны только по родословным.
Наиболее известен младший сын, князь Иван Иванович Барбашин († 1541), голова при сборе войска в Серпухове (1521), полковой воевода, пожалован в бояре (1529), принял участие в Казанском походе (1530). С этого времени он занимал место первого воеводы в больших полках. В малолетство Ивана Грозного он находился в числе двадцати бояр, составлявших Боярскую думу. В первый год правления Елены Глинской князь Иван Иванович назначен наместником в Новгород-Северский, потом строил крепость в Велиже в Торопецком уезде на старом городище и выжег предместье Витебска, откуда вернулся с множеством пленных.
У князя Ивана Ивановича известно пятеро сыновей. Старший, Иван Иванович Младший первый воевода яртаульных полков в походах (1544 и 1549). Пётр постригся в монахи с именем Порфирия. Никита Иванович голова в походе (1544). Князь Василий Иванович, начав службу (с 1540), в продолжение тридцати лет участвовал во всех походах на литовской границе и в Ливонии, участвовал во взятии Астрахани (1554), затем — в походе на Ливонию, в котором в истребил тысячный отряд не приятелей в пяти верстах от Эрмеса и взял в плен 11 командиров, 120 рыцарей и главного предводителя, ландмаршала Филиппа Беля (1560), воевода в Тарусе (1571), опричник Ивана Грозного (1573).
Последней представительницей рода была княжна Марфа (Мария) Васильевна Барбашина († 1633), дочь князя Василия Ивановича. Она вышла замуж за князя Владимира Тимофеевича Долгорукова и была матерью Марии, первой жены царя Михаила Фёдоровича Романова.

## Известные представители
Поколенная роспись по А.Б. Лобанову-Ростовскому:
| №                             | Имя, Отчество                       | № отца | Примечания |
| ----------------------------- | ----------------------------------- | ------ | --- |
| 1                             | Иван Александрович Барбаш (Барабаш) |        | Родоначальник, в 1495 году в государевом Новгородском походе, в 1499 году предводительствовал судовой ратью в походе на Казань. |
| 2                             | Михаил Иванович                     | 1      | В 1495 году постельничий в государевом походе в Новгород. |
| 3                             | Владимир Иванович († 1507)          | 1      | Сын боярский, в 1495 году постельничий в Новгородском государевом походе. В феврале 1500 года на свадьбе дочери великого князя Ивана III — княжны Фёодосии Ивановны и князя Василия Даниловича Холмского, был девятнадцатым в свадебном поезде. В марте 1507 года докладывал Государю о землях Троице-Сергиева монастыря в Угличском уезде. |
| 4                             | Фёдор Иванович                      | 1      | |
| 5                             | Борис Иванрович                     | 1      | |
| 6                             | Иван Иванович († 1541)              | 1      | В 1529 году пожалован бояриным. |
| 7                             | Андрей Фёдорович                    | 4      | |
| 8                             | Иван Иванович                       | 6      | В марте 1545 года первый воевода первого Ертаульного полка в Казанском походе. В апреле 1549 года первый воевода одиннадцатого Передового полка в шведском походе. В апреле 1555 года наместник в Шацке. |
| 9                             | Пётр Иванович                       | 6      | В октябре 1551 года записан в третью статью московских детей боярских, постригся с именем Перфилий. |
| 10                            | Андрей Иванович                     | 6      | |
| 11                            | Никита Иванович                     | 6      | В 1545 году воевода восьмого полка войск левой руки в Казанском походе. |
| 12                            | Василий Иванович († после 1571)     | 6      | Воевода и опричник. |
| 13                            | Марфа (Мария) Васильевна († 1633)   |        | Третья жена боярина Владимира Тимофеевича Долгорукова, мать Марии, первой жены царя Михаила Фёдоровича. В приданой за ней дано вотчина сельцо Селевкино с пустошами в Дмитровском уезде. |
| Княжеский род Барбашиных угас |                                     |        | |